# نويل جونسون
نويل جونسون (بالإنجليزية: Noel Johnson)‏ (و. 1916 – 1999 م) هو ممثل، من المملكة المتحدة، ولد في برمينغهام، توفي عن عمر يناهز 83 عاماً.

## وصلات خارجية
- نويل جونسون على موقع IMDb (الإنجليزية)
- نويل جونسون على موقع ميوزك برينز (الإنجليزية)
- نويل جونسون على موقع قاعدة بيانات الفيلم (الإنجليزية)